# Dušan Kirbiš
Dušan Kirbiš, slovenski slikar, profesor, * 1953, Jesenice.

### Biografija
Diplomiral je na Akademiji za likovno umetnost v Ljubljani, kjer je končal tudi slikarsko in grafično specialko. Kot štipendist DAAD je nadaljeval podiplomski študij na Hochschule der Künste v Berlinu.
Kot redni profesor predava na Naravoslovnotehniški fakulteti Univerze v Ljubljani.
Razstavlja od leta 1980. Letza 2022 je prejel nagrado Prešernovega sklada.

## Samostojne razstave (po letu 2000)
2000

MYRIORAMA, Galerija Equrna, Ljubljana

GRASSHOPPER, Arena Gallery Chicago, USA

MELTING TIME, L.I..P.A. Gallery, Chicago, USA

KIRBIŠ - SLIKE 2000, Romanski palacij, Ptuj

2002 

PODOBA SLIKE, Galerija Contra, Koper

2004 

MEJE IN OMEJITVE, Mala galerija,Moderna galerija, Ljubljana

2006 

PASSAGE - PAYSAGE, Galerija Equrna Ljubljana

KALIGRAFIJE, Galerija Cankarjevega doma, Vrhnika

PODOBE TEME, Galerija Zavarovalnice Triglav, Murska Sobota

2007 

AQUA, Galerija SZI, Dunaj/Wien

SNOV IN SANJE, Mestna galerija Nova Gorica

2008 

PRASNOV, Poslovni center Mercator, Ljubljana

SLIKA/THE PAINTING, Bežigrajska galerija 2, Ljubljana

2009 

MALEREI-SLIKA-PAINTING, Galerie Freihausgasse, Beljak/Villach

2010 

WEG – POT –WAY, Galerie Vorspann,Železna Kapla/Eisenkappel, Avstrija

BIMETAL, Stadtgalerie am Minoritenplatz, Wolfsberg, Avstrija

WILLKÜR/SAMOVOLJA, Galerie Haus Winkler Jerabek, Himmelberg, Avstrija

SLIKE Z RAZSTAVE, Galerija Equrna, Ljubljana

FIGURALNO, FIGURATIVNO, FIGURABILNO, Obalne galerije Piran, razstavišče Monfort, Portorož